# Cień Hiroszimy
Cień Hiroszimy – obraz olejny autorstwa Andrzeja Wróblewskiego namalowany w 1957 roku, który znajduje się w kolekcji Muzeum Narodowego we Wrocławiu.

## Tło historyczne i opis obrazu
Ludzka postać w centralnej części obrazu siedzi zwrócona ku głębi pracy. Nie da się ustalić jej płci. Brak jej też znaków szczególnych. Jest pozbawiona twarzy. Widzimy tylko zarys postaci na szaro-beżowo-żółtym tle. Jej sylwetka jest poprzecinana czarnymi plamami, które wyglądają niczym dziury. Ciało sprawia wrażenie jakby było pozbawione życia. Postać jest już tylko tytułowym cieniem człowieka. 
Obraz nawiązuje do zrzucenia bomby atomowej na japońskie miasto Hiroszima w sierpniu 1945 roku. Inspiracją dla twórcy była słynna fotografia, przedstawiająca zarys sylwetki człowieka, którego ciało wyparowało w wyniku detonacji bomby.
Jest to jedna z ostatnich prac artysty, który zmarł w marcu 1957 w wieku zaledwie 29 lat.